# José Rodríguez Díaz

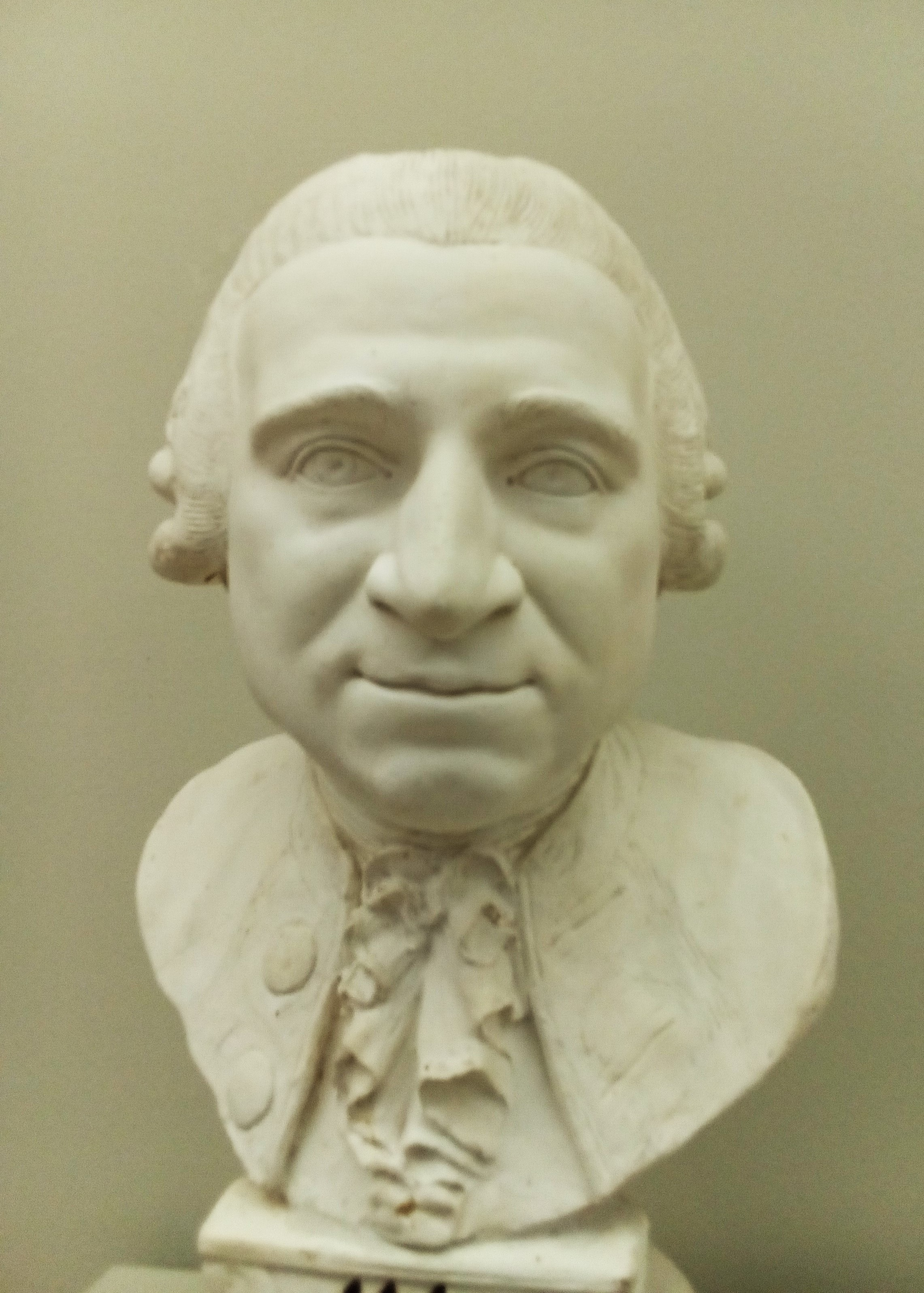
José Rodríguez Díaz, retrato de Miguel de Múzquiz y Goyeneche. Vaciado en yeso, 52 x 29 x 25 cm. Madrid, Real Academia de Bellas Artes de San Fernando

José Rodríguez Díaz, conocido también como Joseph Rodríguez Díaz (San Pedro de Siguirei, Lugo, c. 1746-Arsenal de la Carraca, Cádiz, 1817), escultor español.
Hijo de Antonio Rodríguez y María Díaz, se matriculó en la Academia de Bellas Artes de San Fernando en 1765 y un año más tarde, con veinte años según el acta académica, concurrió ya al concurso anual en el que los aspirantes debían presentar una copia en yeso del Mercurio grande de la Academia, lo que parecería exigir alguna formación previa, que se desconoce dónde recibió. Asistió a las clases de Juan Pascual de Mena y quizá también recibiese lecciones de su paisano Felipe de Castro, de quien años más tarde se decía discípulo. Ligado a la vida académica durante más de quince años, en el concurso de 1769 obtuvo el primer premio de segunda clase por un relieve que en la prueba de pensado, según las bases del concurso, debía representar al rey Fernando I armando caballero al Cid, y en la de repente a Sansón desquijarando al león. El primero de esos trabajos, relieve en barro cocido y algo abocetado, se conserva en la misma Academia aunque dañado en la parte superior, perdidas las cabezas de todas las figuras. Todavía en 1781 presentó al concurso anual un relieve con una alegoría del nacimiento del infante Carlos Eusebio, tema fijado para la prueba de pensado, por el que obtuvo segunda medalla de primera clase. Solo se conservan de él dos pequeños fragmentos. Finalmente, en marzo de 1785, fue recibido académico de mérito tras presentar un bajorrelieve que representaba el martirio de san Esteban. Ese mismo año presentó una oferta junto con el también escultor Pablo de la Cerda por los delfines y carro que faltaban para completar la fuente de Neptuno en Madrid, obra que les fue adjudicada tras sumarse a ella José Guerra.
Protegido por Campomanes, a quien retrató, en 1789 se le  encargó la obra principal de escultura para el proyectado monumento de Covadonga, trazado por Ventura Rodríguez e impulsado por el gobernador del Consejo de Castilla, pero su dimisión y el ascenso de Manuel Godoy paralizaron el proyecto, para el que ya había presentado los modelos reducidos de los bultos de Pelayo y Favila, con los leones y heráldica que habían de acompañarlos, por los que se le abonaron siete mil reales.
Destacó en el género del retrato, en el que se conservan sus obras más representativas. Además del citado de Campomanes, en paradero desconocido o no conservado, retrató a Miguel de Múzquiz y Goyeneche, muchos años ministro de Hacienda y uno de los impulsores del Banco de San Carlos (Real Academia de Bellas Artes de San Fernando), Manuel Ventura Figueroa, gobernador del Consejo de Castilla (Real Academia de Bellas Artes de San Fernando), y el conde de Floridablanca (1791, Museo del Prado).
Falto de trabajo tras la caída en desgracia de sus protectores y fracasado en su intento de obtener plaza de profesor de Anatomía en la Academia, optó a un empleo público y lo obtuvo como maestro mayor de escultura en el Arsenal de La Carraca, donde, con una interrupción en el periodo de 1803 a 1805 por diferencias con el ministerio de Marina, permaneció ya hasta su muerte, el 21 de septiembre de 1817. Del trabajo que hiciese en este empleo nada se conoce.